# راشد العذبه
راشد العذبه (انگلیسی: Rashid Al-Athba؛ زادهٔ ۱۸ اوت ۱۹۸۰) تیرانداز اهل قطر است. وی در بازی‌های المپیک تابستانی ۲۰۰۴ و ۲۰۱۲ شرکت کرده‌است.